# クラウディオ・ゴメス
クラウディオ・ゴメス（Claudio Gomes、2000年7月23日 - ）は、フランス・アルジャントゥイユ出身のサッカー選手。ポジションはMF。

## クラブ歴
アルジャントゥイユに生まれ、地元のクラブのユースに在籍した。2011年にエヴルーFC 27の下部組織に移籍、2013年にパリ・サンジェルマンFCの下部組織に移った。
2017年11月18日にフランス全国選手権2のパリ・サンジェルマンのBチームで選手デビュー。この試合では79分にアブダラー・イェジャンに代わっての投入であった。
2018年7月25日にマンチェスター・シティFCに移籍。6月にパリ・サンジェルマンとの契約が切れるとマンチェスター・シティに合流、アメリカ合衆国で行われたプレシーズンツアー、インターナショナル・チャンピオンズ・カップ 2018に帯同したが、18歳の誕生日を迎えるまではマンチェスター・シティとの契約を締結していなかった。プロ初出場となったのは、FAコミュニティ・シールド2018でアディショナルタイムにジョン・ストーンズに代えての投入であった。
2019-20シーズンはPSVアイントホーフェンに期限付き移籍し、ヨングPSVでプレーする事となった。

## 代表歴
フランスのU-17代表では主将を務めてUEFA U-17欧州選手権2017、2017 FIFA U-17ワールドカップに参加した。ニューカレドニアU-17代表戦で得点した。

## プレースタイル
チームメイトからはそのボール奪取力からエンゴロ・カンテと呼ばれている。

## 家族
父のアマリルド・ゴメスもギニアビサウのサッカー選手。弟2人もサッカーをしている。

## タイトル

### クラブ
マンチェスター・シティ
- FAコミュニティ・シールド: 2018[5]

### 個人
- UEFA U-17欧州選手権ベストイレブン: 2017[13]